# Wilson Gonzalez Ochsenknecht
Wilson Gonzalez Ochsenknecht (* 18. března 1990) je německý herec. Od roku 1999 se objevil ve více než dvaceti filmech. Jeho otec Uwe Ochsenknecht je také herec. Má mladšího bratra Jimiho Blue Ochsenknechta.

## Vybraná filmografie
| Rok  | Název                                 | Role                     | Poznámky                                               |
| ---- | ------------------------------------- | ------------------------ | ------------------------------------------------------ |
| 2003 | Die Wilden Kerle                      | Marlon                   | 2. řada 2005; 3. řada 2006; 4. řada 2007; 5. řada 2008 |
| 2010 | Habermannův mlýn                      | Hans Habermann           |                                                        |
| 2015 | The Nightmare                         | Adam                     |                                                        |
| 2016 | Die Wilden Kerle 6 – Die Legende lebt |                          |                                                        |
| 2018 | Lords of Chaos                        | Snorre "Blackthorn" Ruch |                                                        |